# Kamow W-100
Der Kamow W-100 (russisch Камов В-100)  war ein geplanter Kampfhubschrauber in Form eines Verbundhubschraubers.

## Geschichte
Die W-100 verfügte über einen Schubpropeller hinter dem Heckleitwerk, Rotoren an den Flügelspitzen und zwei Turbinen über dem Mittelrumpf, damit der Helikopter eine geplante Geschwindigkeit von 400 km/h erreichen konnte. Die integrierte Geschützbewaffnung sollte aus zwei beweglichen, einläufigen AO-9-Derivaten des GSch-23 (eine auf jeder Seite) oder einer einzelnen festen AO-10 (frühe Version des GSch-30-1) bestehen. Zu den weiteren Waffen gehörten die Ch-25-Rakete und andere Waffen an zwei Schwerlastträgern am Rumpf und an insgesamt sechs Unterflügelträgern mit einer Gesamtkampflast von bis zu 3000 kg. Dieses Projekt wurde aufgegeben und es existiert nur noch ein Modell.